# Sara Gazarek
Sara Gazarek (Seattle, Estados Unidos, 26 de febrero de 1982) es una cantante de jazz estadounidense. 

## Trayectoria
Gazarek Nació en Seattle, Washington y se trasladó a Los Ángeles en el 2000 para asistir la Escuela de Música Thornton en la Universidad del Sur de California. Ganó el Downbeat Premio de Música Estudiantil para Mejor Vocalista Colegial en 2003. 
Gazarek publicó su primer álbum, Yours, en 2005. Fue un éxito crítico; llegó al Top 10 de Jazz Tradicional del Billboard y se convirtió en la mayor descarga de álbum en iTunes para Jazz en Alemania y Francia.  En una encuesta por el JazzTimes, los lectores votaron Gazarek como el 3er. Nuevo Mejor Artista de Jazz.
Publicó su segundo álbum, Return To You en 2007. Vive en Los Ángeles. Don Heckman del LA Times dijo que Gazarek es "la futura cantante de jazz más importante"
En sus tres primeros discos presenta su singular sonido y visión, impregnado de la tradición del jazz, pero profundamente influenciado por compositores e intérpretes contemporáneos.
Con Blossom & Bee, su lanzamiento de 2012, Gazarek cambia sus planteamientos. Trabajando en estrecha colaboración con el brillante pianista / organista Larry Golding, quien produjo el álbum, Gazarek y su banda hacen un programa de formas emocionalmente expansivas, temas de inspiración contemporánea y originales memorables infrecuente, todos interpretados con su sentido despreocupado de arte.
Como el título podría sugerir, la inspiración del álbum es el espíritu incontenible de la pianista de jazz, cantante y compositora Blossom Dearie. 
"Siempre me he visto a mí misma más como un intérprete lírica", dice Sara.
Gazarek logra evocar la emoción que subyace tras el sonido suplicante de niña de Dearie. Por otro la el álbum pretende reflejar el repertorio de su grupo con sede en Los Ángeles, del que forman parte el pianista Josh Nelson, el bajista Hamilton Price y el batería Zach Harmon.
Aparte de haber citado a Blossom Dearie como una influencia (en las notas a su Blossom and Bee), ha sido comparada a Jane Monheit. 
Actualmente (2016)  es miembro de la facultad de estudios del jazz de la Universidad del Sur California.

## Discografía
- 2005, Yours
- 2006, Live at the Jazz Bakery
- 2007, Return to You
- 2010, Where Time Stands Still (Triosence con Sara Gazarek)
- 2012, Blossom & Bee

- 2016, Dream in the Blue (Steel Bird Music), con Josh Nelson
- 2019, Thirsty Ghost